# Isodiametra colorata
Isodiametra colorata är en plattmaskart som först beskrevs av Ehlers och Doerjes 1979.  Isodiametra colorata ingår i släktet Isodiametra och familjen Isodiametridae. Inga underarter finns listade i Catalogue of Life.